# Metallgesellschaft

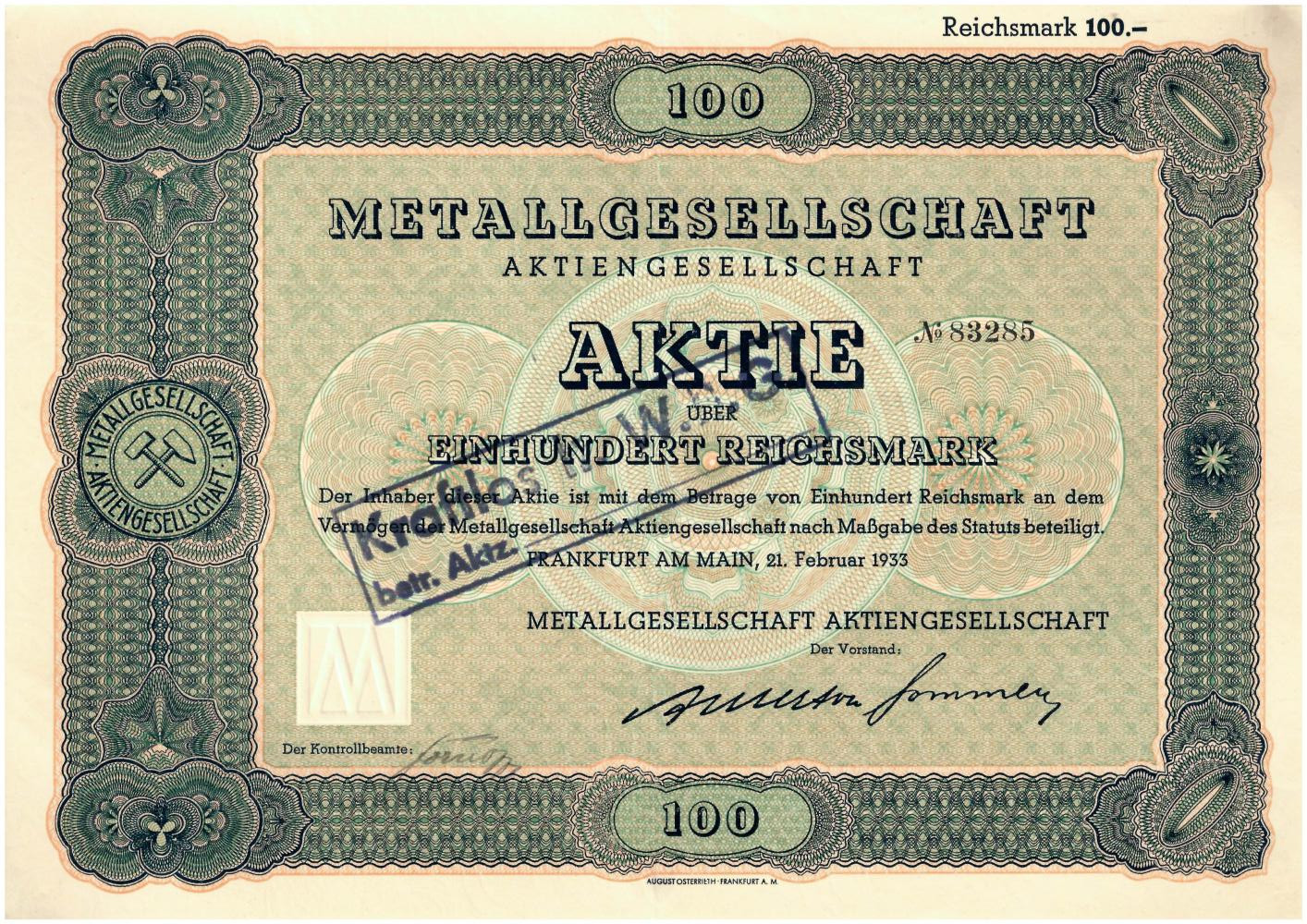
Action de la Metallgesellschaft AG en date du 21 fevrier 1933

La Metallgesellschaft AG était une compagnie minière allemande fondée en 1881. Elle a été l'un des plus grands conglomérats industriels allemands, basé à Francfort. 
Elle avait plus de 20 000 employés et des revenus de plus de 10 milliards de dollars. Elle avait plus de 250 filiales, spécialisées dans l'exploitation minière, les produits chimiques de spécialité (Chemetall), le négoce de matières premières, de services financiers et de l'ingénierie (Lurgi). 
Henry Merton & Company, Ltd a autrefois été une branche de la Metallgesellschaft.

## Les débuts
Metallgesellschaft, société fondée en 1881 à Francfort-sur-le-Main par Wilhelm Merton et ses associés Leo Ellinger, (1852-1916), Zachary Hochschild et Carl Hamburger, fut jusqu'à la  Première guerre mondiale un Konzern spécialisé dans le négoce mondial des matières premières et les mines. En 1887, Metallgesellschaft exploite d'importantes mines en Espagne, dont les minerais doivent être envoyés pour désargentation en Angleterre. En 1897, elle créa une filiale, Metallurgische Gesellschaft (rebaptisée Lurgi en 1919) , vouée à la construction d'usines métallurgiques de raffinage et de première fonte. En 1902, Alfred et Richard Merton prirent la direction du groupe.
Metallgesellschaft profite rapidement du succès de l'usine créée dans le cadre d'une coentreprise avec Degussa, en 1887 à Hoboken, près d'Anvers, devenue leader du plomb en Europe. Cette usine est passée de 32 000 tonnes par an de production en 1994 à 400 000 tonnes en 1902 et suscite des convoitises. Beaucoup de grands groupes belges spécialistes du zinc investissent alors, sur le modèle créé par Metallgesellschaft, dans des opérations permettant d'utiliser les résidus de ce  métal pour en obtenir du plomb.

## La débâcle de 1993
En 1993, la société a perdu 1,3 milliard de dollars à cause de l'imparfaite stratégie de couverture à court terme, via des contrats à terme qui étaient destinés à la protéger contre les ventes à terme sur le marché du pétrole. Une baisse du prix des distillats a forcé des appels de marge pour l'entreprise et les contrats de couverture ont été vendus à perte. Par la suite, les prix sont remontés et la société a subi des pertes bien plus importantes. 
Les universitaires débattent de la maladresse qui aurait conduit la société à spéculer après l'échec de la couverture à long terme. Metallgesellschaft a aussi participé à une étude de cas de la Cour Européenne de Justice, basée sur le traitement fiscal des dividendes en même temps que Hoechst.
La société fait maintenant partie de GEA Group Aktiengesellschaft.

## Les anciennes filiales
- Société générale métallurgique d'Hoboken
- Cie des minerais